# Góry Rodniańskie
Góry Rodniańskie (523.3; także Alpy Rodniańskie, Góry Rodna, Rodniany; rum. Munții Rodnei, Munții Rodna, węg. Radnai-havasok, niem. Rodna-Gebirge) – pasmo górskie w północnej Rumunii, na granicy Marmaroszu i Siedmiogrodu (rum.: Transilvania).
Góry Rodniańskie to najwyższe pasmo Wewnętrznych Karpat Wschodnich. Alpami nazywane są ze względu na charakter rzeźby: wierzchołki Gór Rodniańskich są ostre, zbocza strome, a wysokości względne dochodzą do 1800 m. Zbudowane są głównie z granitów i łupków krystalicznych. Zbocza zalesione lasami bukowymi i iglastymi, powyżej 1700 m n.p.m. zarośla subalpejskie. Charakterystyczne są tu liczne jeziorka w kotłach polodowcowych.
Pasmo rozciąga się równoleżnikowo, ma długość około 50 km i szerokość 30–40 km. Strome północne zbocza opadają w dolinę rzeki Vișeu, dopływu Cisy. Po stronie południowej długie grzbiety boczne opadają łagodnie ku dolinie Samoszu, porozdzielane głębokimi dolinami jego dopływów. Na zachodzie Góry Rodniańskie od Gór Cybleskich oddziela przełęcz Șetref (817 m n.p.m.), na wschodzie przełęcz Prislop (1413 m n.p.m.) od Karpat Marmaroskich i przełęcz Rotunda (1284 m n.p.m.) od Gór Suhard.
Najwyższym szczytem Gór Rodniańskich jest centralnie położony Pietrosul (2303 m n.p.m.), drugi co do wysokości jest Ineul (2279 m n.p.m.) we wschodniej części pasma.
Góry Rodniańskie wyróżniają się na tle okolicznych gór wysokością i skalistą rzeźbą najwyższych partii. Również w niższych położeniach występują tu liczne wychodnie skalne. Po południowej stronie masywu znajduje się tu szereg jaskiń, wśród których najbardziej znane to Jaskinia Tăuşoare (najgłębsza jaskinia Rumunii, 413,5 m głębokości i jedna z najdłuższych, blisko 20 km korytarzy) i Jaskinia Jgheabul lui Zalion (266 m głębokości).